# Campionati europei di bob 1970
I Campionati europei di bob 1970, settima edizione della manifestazione organizzata dalla Federazione Internazionale di Bob e Skeleton, si sono disputati a Cortina d'Ampezzo, in Italia, sull'omonima pista olimpica (dal 2003 verrà intitolata al pluricampione olimpico e mondiale Eugenio Monti), il tracciato sul quale si svolsero le competizioni del bob ai Giochi di Cortina d'Ampezzo 1956 e la rassegna continentale del 1965 (unicamente nel bob a due). La località veneta sita ai piedi delle Dolomiti ha quindi ospitato le competizioni europee per la seconda volta nel bob a due uomini e per la prima nel bob a quattro.

## Risultati

### Bob a due uomini
|     | Gianfranco Gaspari Mario Armano      | Italia         |     |     |
|     | Horst Floth Pepi Bader               | Germania Ovest |     |     |
|     | Wolfgang Zimmerer Peter Utzschneider | Germania Ovest |     |     |
| ... | ...                                  | ...            | ... | ... |

### Bob a quattro
|     | Wolfgang Zimmerer Stefan Gaisreiter Walter Steinbauer Peter Utzschneider | Germania Ovest |     |     |
|     | Eugenio Baturone Julio Satorre José Manuel Pérez Guillermo Rosaly        | Spagna         |     |     |
|     | Ion Panțuru Nicolae Neagoe Dumitru Pascu Ion Zangor                      | Romania        |     |     |
| ... | ...                                                                      | ...            | ... | ... |

## Medagliere
| Pos.   | Paese          | Oro | Argento | Bronzo | Totale |
| ------ | -------------- | --- | ------- | ------ | ------ |
| 1      | Germania Ovest | 1   | 1       | 1      | 3      |
| 2      | Italia         | 1   | 0       | 0      | 1      |
| 3      | Spagna         | 0   | 1       | 0      | 1      |
| 4      | Romania        | 0   | 0       | 1      | 1      |
| Totale | Totale         | 2   | 2       | 2      | 6      |